# Mörarps kyrka
Mörarps kyrka är en kyrkobyggnad i Mörarp. Den tillhör Kropps församling i Lunds stift.

## Kyrkobyggnaden
Kyrkan är placerad mitt i samhället Mörarp och omges av kyrkogård i söder och i väster. Det är en för Skåne typisk vitkalkad kyrka med trappstegsförsedda gavlar. Till skillnad från de flesta andra kyrkor i liknande utförande har Mörarps kyrka dock ett tvärställt torn, med gavlarna riktade åt norr och söder, till skillnad från åt öster och väster. Tornets gavlar är trappstegsförsedda och i tornets alla fasader öppnar högst upp ett fönsterpar upp sig med svagt spetsbågiga valv. Tornets vita fasader bryts på flera ställen upp av svarta ankarslutar. Långhuset har tre, mycket djupa, rundbågiga fönster längs den södra fasaden, medan den norra fasaden bryts av i mitten av det äldre vapenhuset. I fasaderna finns här även ett antal mindre, sandstensomfattade fönster av äldre härkomst. Längs taklisten blottas ytterligare sandstensdetaljer från den äldre kyrkan, prydd av dekor som omfattar det ursprungliga långhusets längd. I öster övergår långhuset till ett lägre kor med två fönster, ett i norr och ett i söder, i samma utförande som långhusets. De båda byggnadsdelarnas östra fasader pryds liksom tornet av trappstegsgavlar. Längst i öster skjuter en halvrund absid ut från koret i vilken en sakristieport är placerad åt sydost. Även i absider har man tagit fram äldre, sandstensomfattade fönster. Kyrkans tak är täckt av kopparplåt.

## Historia
Kyrkan uppfördes i romansk stil under 1100-talets senare del och är bland de äldsta kyrkorna på den nordvästskånska landsbygden. Kyrkan byggdes enligt den tidens mönster med långhus, ett något lägre kor med en halvrund absid och högt placerade, små fönster. Ingångarna var placerade längs långhusets norra och södra fasader. Byggnadsmaterialet var sten i en skalmurskonstruktion med gråsten innanför ytterväggar av kvaderhuggen sandsten, ett på den tiden exklusivt material som var vanligt för kyrkorna i Luggude härad. Liksom de flesta andra kyrkor vid denna tid hade Mörarps kyrka en fristående klockstapel, troligen i trä, istället för torn. Byggmästare förmodas vara den så kallade Mörarpsmästaren, som tros ha varit med vid bygget av Lunds domkyrka, vid vilket denne utbildat sig i den tidens byggnadshantverk. 
Under 1300-talet slogs valv i koret och senare, under 1400-talet, slogs även valv i långhuset genom två travéer, valvenheter. I början av 1500-talet förlängdes långhuset med ytterligare en travé åt väster. Det karaktäristiska tornet, med gavlar åt norr och söder, uppfördes i början av 1600-talet. Under 1500- och 1600-talen tillkom troligen även vapenhusen vid de norra och södra ingångarna. De senare tilläggen är helt uppförda i gråsten. Det norra vapenhuset omvandlades år 1749 till gravkor åt ätten Rosensparre, medan det södra revs vid en större ombyggnad år 1835 då även den södra portalen murades igen. Istället öppnades en portal i tornet i väster. Vid samma tillfälle byggdes tornet på med en tvärställd förhöjning, med gavlar åt öster och väster som sträckte sig över de äldre nord-sydliga gavlarna. I tillbyggnaden öppnades även en lanternin upp. Andra ombyggnader som utfördes 1835 omfattade en separat ingång till sakristian i absiden och en omläggning av det gamla blytaket till kopparplåt. 
Interiört utfördes en del arbeten 1871 och ytterligare en ombyggnad av tornet utfördes 1885, då lanterninen togs ner och man murade istället upp trappstegsgavlar på de två gavelparen. Vid en omfattande restaurering av interiören år 1931 lyckades man ta fram flera kalkmålningar från 1400-talet i absidens, korets samt två av långhusets valv, som övermålats efter reformationen. Man tog även fram igenmurade dörröppningar och några av de äldre fönstren från den romanska kyrkan som visar dessas höga placering och blygsamma storlek. Den senaste ombyggnaden skedde 1954 då tornets tillbyggnad från 1835 togs bort, vilket återgav tornet en enklare utformning, som mer harmoniserar med den övriga kyrkan.

## Inventarier
Dopfunten från 1100-talet är rik på reliefer föreställande Jesus som Majestas Domini, jungfru Maria, aposteln Petrus och flera helgon. Man tillskriver den Mörarpsmästaren. Triumfkrucifixet från 1400-talet föreställer en lidande Kristus. Altaruppsatsen kom till kyrkan 1634.

### Orgel
- 1895 byggde Åkerman & Lund, Stockholm en orgel med fyra stämmor.
- Den nuvarande orgeln byggdes 1938 av Th Frobenius & Co, Lyngby, Danmark och är en pneumatisk orgel med en fri kombination.

| Huvudverk I     | Svällverk II      | Pedal        | Koppel |
| Quintadena 16´  | Rörflöjt 8´       | Subbas 16´   | I/P    |
| Principal 8´    | Salicional 8´     | Gedackt 8´   | II/P   |
| Gedackt 8´      | Täckflöjt 4'      | Principal 4´ | II/I   |
| Oktava 4'       | Blockflöjt 2'     | Fagott 16'   |        |
| Rörflöjt 4'     | Ters 1 3/5'       |              |        |
| Quinta 2 2/3'   | Larigot 1 1/3'    |              |        |
| Oktava 2'       | Cymbel 3 chor     |              |        |
| Mixtur 3-4 chor | Skalmeja 8'       |              |        |
|                 | Crescendosvällare |              |        |